# Peter Berg (Fußballspieler)
Peter Berg (* 7. Januar 1955) ist ein ehemaliger deutscher Fußballspieler.

## Karriere
Berg spielte in der Jugend von Kickers Offenbach, mit denen er bei der deutschen A-Jugend Meisterschaft 1973 den Vizemeistertitel und 1974 den vierten Platz errang. Beide Male konnte die Hessenmeisterschaft gefeiert werden. In der Saison 1973/74 schaffte er den Sprung zur Profimannschaft. Unter Trainer Gyula Lóránt gab er am 26. Spieltag beim Auswärtsspiel gegen den MSV Duisburg sein Debüt. Er blieb bis zum Abstieg in der Saison 1975/76 Bestandteil der Mannschaft, kam über die Rolle des Ergänzungsspieler nicht heraus. In der zweiten Liga, in der er die nächsten vier Jahre spielte, gehörte Berg zum Stammpersonal des OFC. Verletzungsbedingt beendete er seine Karriere im Alter von 25 bei den Offenbachern.